# Sieglinde Rosenberger
Sieglinde Katharina Rosenberger (* 21. Jänner 1957 in Wippenham) ist eine österreichische Politikwissenschaftlerin. Seit 1998 ist sie Professorin an der Universität Wien. 2006/07 war sie Vorsitzende der Österreichischen Gesellschaft für Politikwissenschaft.

## Leben
Sieglinde Rosenberger stammt aus Oberösterreich. Sie studierte von 1977 bis 1982 Volks- und Politikwissenschaft. Von 1984 bis 1989 war sie Doktorandin an der Universität Innsbruck (Dissertation: Frauenfragen oder Geschlechterfragen: institutionelle Frauenpolitik in Österreich). 1988 wurde sie Universitätsassistentin. 1995 habilitierte sie sich in Politikwissenschaft über das Thema Gleichheit und Differenzen. Forschungsaufenthalte und Gastprofessuren führten sie an das Department of Women’s Studies der San Diego State University in San Diego/Kalifornien (mit einem Schrödinger-Stipendium des FWF, 1991/92), an das Institut für Politikwissenschaft der Universität Wien (1996/97), an die Harvard University Cambridge/Massachusetts (als Schumpeter Fellow, 2003/04), an das Europäische Hochschulinstitut in Florenz (2007) und die Chinesische Universität für Politikwissenschaft und Recht in Peking (2014).
Seit 1998 ist sie Professorin für Politikwissenschaft an der Fakultät für Sozialwissenschaften der Universität Wien. Zu den Forschungsschwerpunkten von Rosenberger zählen Österreichische Politik, Geschlechter- und Demokratieforschung.
Sie ist Mitglied der American Political Science Association und der International Sociological Association. 2006/07 war sie Vorsitzende der Österreichischen Gesellschaft für Politikwissenschaft; von 1984 bis 2009 gehörte sie dem Editorial Board des Austrian Journal of Political Science an. Von 2004 bis 2007 war sie Leiterin des Wiener Instituts für Politikwissenschaft, von 2006 bis 2009 Koordination von Values, Equality and Difference in Liberal Democracies und von 2008 bis 2013 Mitglied des Unirats der Universität Graz. Seit 2005 ist sie Beraterin am Ludwig-Boltzmann-Institut für europäische Geschichte und Öffentlichkeit, seit 2006 Mitglied des Senats der Universität Wien und Projektleiterin Einstellungen und Erwartungen von Wiener Schülern mit Migrationshintergrund sowie seit 2007 Mitglied des Graduiertenkollegs Vienna School of Governance. Außerdem ist sie stellvertretende Sprecherin der Plattform Religion and Transformation und Leiterin der Forschungsgruppe The Politics of Inclusion & Exclusion.
Sieglinde Rosenberger ist zudem seit 2018 Mitglied des Sachverständigenrates deutscher Stiftungen für Integration und Migration und der Kommission für Migrations- und Integrationsforschung an der Österreichischen Akademie der Wissenschaften.

## Auszeichnungen
Sie ist Trägerin des Wiener Frauenpreis im Jahre 2005 sowie des Käthe-Leichter-Preises für Frauenforschung, Geschlechterforschung und Gleichstellung in der Arbeitswelt (Anerkennungspreis) und des Wissenschaftspreises der Margaretha Lupac Stiftung des Österreichischen Parlaments (für ihr Gesamtwerk), beide im Jahre 2013.
- 2018: Goldenes Ehrenzeichen für Verdienste um das Land Wien[3]

## Schriften (Auswahl)
- mit Reinhold Gärtner: Kriegerdenkmäler. Vergangenheit in der Gegenwart. Mit einem Vorwort von Anton Pelinka, Österreichischer Studienverlag, Innsbruck 1991, ISBN 3-901160-04-3.
- Frauenpolitik in Rot-Schwarz-Rot. Geschlechterverhältnisse als Gegenstand der österreichischen Politik (= 	Studien zur politischen Wirklichkeit. Bd. 6). Braumüller, Wien 1992, ISBN 3-7003-0957-0.
- Geschlechter – Gleichheiten – Differenzen. Eine Denk- und Politikbeziehung. Verlag für Gesellschaftskritik, Wien 1996, ISBN 3-85115-227-1.
- mit Anton Pelinka: Österreichische Politik. Grundlagen – Strukturen – Trends. WUV, Wien 2000, ISBN 3-85114-513-5. (3. Auflage 2007)
- mit Emmerich Tálos: Sozialstaat. Probleme, Herausforderungen, Perspektiven. Mandelbaum, Wien 2003, ISBN 3-85476-088-4.
- mit Gilg Seeber: Kopf an Kopf. Meinungsforschung im Medienwahlkampf. Czernin, Wien 2003, ISBN 3-7076-0162-5.
- mit Birgit Sauer (Hrsg.): Politikwissenschaft und Geschlecht. Konzepte – Methoden – Perspektiven (= UTB. 2479). WUV (UTB), Wien 2004, ISBN 3-8252-2479-1.
- mit Gilg Seeber: Wählen (= UTB. 3015). Facultas.wuv (UTB), Wien 2008, ISBN 978-3-8252-3015-9.
- (Hrsg.): Asylpolitik in Österreich. Unterbringung im Fokus. Facultas.wuv, Wien 2010, ISBN 978-3-7089-0639-3.
- mit Florian Bettel, Julia Mourão Permoser (Hrsg.): living rooms. Politik der Zugehörigkeiten im Wiener Gemeindebau (= Edition: Angewandte). Springer, Wien u. a. 2012, ISBN 978-3-7091-1224-3, doi:10.5281/zenodo.5573783.
- mit Verena Stern, Nina Merhaut (eds.): Protest Movements in Asylum and Deportation. Springer/Imiscoe Research Series 2018, ISBN 978-3-319-74696-8. Open Access (Digitalisat)